# Blossita
La blossita és un mineral de la classe dels vanadats. Rep el seu nom del Dr. F. Donald Bloss, mineralogista nord-americà de l'Institut Politècnic i Universitat Estatal de Virgínia, a Virgínia, Estats Units.

## Característiques
La blossita és un vanadat de fórmula química α-Cu₂(V₂O₇). Cristal·litza en el sistema ortoròmbic. Es troba en forma de cristalls anèdrics equants, de fins a 150 micres, generalment intercrescuts amb altres vanadats de coure fumaròlics.
Segons la classificació de Nickel-Strunz, la blossita pertany a «08.FA - Polifosfats, poliarsenats i [4]-polivanadats, sense OH i H₂O; dímers que comparteixen vèrtex de tetraedres» juntament amb els següents minerals: ziesita, chervetita, pirocoproïta, pirofosfita i petewilliamsita.

## Formació i jaciments
Va ser descoberta al volcà d'Izalco, al departament de Sonsonate (El Salvador), l'únic indret on ha estat trobada. Sublima des de la zona exterior d'una fumarola en el cràter del volcà compost de basalt, probablement formada entre 100 °C i 200 °C. Sol trobar-se associada a altres minerals com: ziesita, stoiberita, mcbirneyita i fingerita.